# Lerista viduata
Lerista viduata är en ödleart som beskrevs av  Storr 1991. Lerista viduata ingår i släktet Lerista och familjen skinkar. Inga underarter finns listade i Catalogue of Life.